# Джоррел Гато
Джоррел Гато (нід. Jorrel Hato, нар. 7 березня 2006, Роттердам, Нідерланди) — нідерландський футболіст кабовердійського походження, захисник «Челсі» та національної збірної Нідерландів.

## Ігрова кар'єра

### Клубна
Джоррел Гато свої перші кроки у футболі починав у футбольній школі роттердамської «Спарти». У 2018 році футболіст приєднався до академії столичного «Аякса». В Амстердамі він був капітаном молодіжної команди, разом з якою брав участь у Юнацькій лізі. У березні 2022 року Гато підписав з «Аяксом» професійний контракт до 2025 року. І 4 листопада дебютував у складі «Йонг Аякс» у турнірі Еерстедивізі.
11 січня 2023 року Гато зіграв свою дебютну гру в першій команді «Аякса», коли вийшов на заміну у кубковому матчі. А 5 лютого футболіст вперше вийшов в основі на матч чемпіонату країни і у віці 16 років і 335 днів став третім наймолодшим гравцем в історії клубу. У жовтні 2023 року англійське видання «Ґардіан» назвало Джоррела Гато одним з кращих футболістів світу 2006 року народження.

### Збірна
З 2021 року Джоррел Гато виступав за юнацькі та молодіжну збірну Нідерландів.
21 листопада 2023 року у матчі кваліфікації до Євро-2024 Гато дебютував у національній збірній Нідерландів, вийшовши на заміну у другому таймі поєдинку проти Гібралтару.

## Титули
Індивідуальні
- Гравець місяця в Ередивізі: травень 2023,[13] серпнень 2023[14]